# Jovem Pan FM Ourinhos
Jovem Pan FM Ourinhos é uma emissora de rádio brasileira sediada em Ourinhos, município do estado do São Paulo. Opera no dial FM, na frequência 88.9 MHz, originada da migração AM-FM e é afiliada à Jovem Pan FM.

## História
Nasceu em 30 de setembro de 1979, a Rádio Sentinela de Ourinhos, segunda emissora de rádio da cidade, fundada por Alfredo Carlos Braga Sampaio. Desde do ano de inauguração até os anos atuais, a emissora sempre se fixou na Rua Antônio Carlos Mori, no centro de Ourinhos. A Sentinela nunca escondeu seu pioneirismo e possuía locutores conhecidos da região, como Zé dos Cravos (nome artístico de Aristides Aguiar Lopes), ele começou no ano inaugural da mesma e já passou por várias rádios e mais recente a Rádio Clube de Ourinhos, o mesmo faleceu em 19 de março de 2011.
Em 1986, a família Sampaio fundou a FM Divisa na frequência FM 93.3, a mais nova FM da cidade que se instalou também no mesmo endereço, o nome Divisa se dá pelo fato de Ourinhos fazer divisa com o Paraná, ligando cidades principais como Cambará e Jacarezinho, na região chamada de norte pioneiro. A Rádio Sentinela, diferente da sua cô-irmã, a FM Divisa, possuía uma programação voltada ao jornalismo e as músicas da terra, valorizando os artistas locais e também músicas da época de artistas como Roberta Miranda, Djavan, entre outros.
Em 2002, a Rádio Sentinela e o proprietário foram multados pelo Tribunal Regional Eleitoral, por divulgar uma pesquisa de intenção de votos de um outro órgão em relação aos pré-candidatos,sendo que a pesquisa deve ser registrada na justiça, antes de qualquer divulgação. A multa foi aplicada no valor de 53 mil reais.
Em 2014, a emissora solicitou a migração AM-FM.
Na Rádio Sentinela, tinha os seguintes programas: Giro da Cidade, Quebrando a Louça, Café com Notícias, Cidade em Ação, Ourinhos Urgente, A Hora da Ave Maria e também a retransmissão do programa Experiência de Deus com Padre Reginaldo Manzotti. Na emissora contava com os locutores: o conhecido Roberto Pena, Júlio Platini, Geraldo Teixeira, Viviane Ventura (in memória) e o querido Nelson da Rádio, o mesmo tinha um programa aos domingos na emissora, onde mostrava o talentos dos artistas sertanejos de Ourinhos e região.
Em novembro de 2019, a Anatel libera a frequência FM 88.9 MHz, para a migração da emissora. Como o grupo já possuí uma emissora popular em FM, na migração decidem fazer a volta da Jovem Pan FM na região, já que a mesma teve passagem através da FM 99.3 de Jacarezinho, que operava desde 1995 e encerrou suas operações em 2017.